# Cerro Pico El Laco
Cerro Pico El Laco är ett berg i Chile.   Det ligger i regionen Región de Antofagasta, i den nordöstra delen av landet, 1 100 km norr om huvudstaden Santiago de Chile. Toppen på Cerro Pico El Laco är 5 304 meter över havet, eller 489 meter över den omgivande terrängen. Bredden vid basen är 6,2 km.
Terrängen runt Cerro Pico El Laco är kuperad åt sydost, men åt nordväst är den bergig. Trakten runt Cerro Pico El Laco är nära nog obefolkad, med mindre än två invånare per kvadratkilometer.. 
Trakten runt Cerro Pico El Laco är ofruktbar med lite eller ingen växtlighet.